# 童夢・F111/3

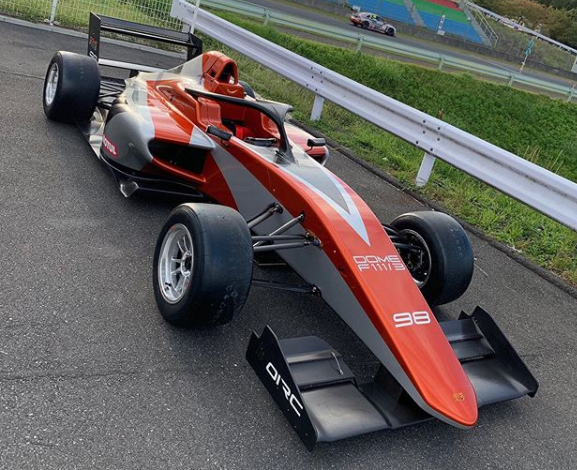
童夢・F111/3

童夢・F111/3（どうむ・エフ111/3）は、童夢が開発した、国際自動車連盟（FIA）フォーミュラ・リージョナル規格のフォーミュラカーで、日本の自動車レース、フォーミュラ・リージョナル・ジャパニーズ・チャンピオンシップの競技車両である。

## 概要
FIAが2018年より提唱している「フォーミュラ・リージョナル」に適合したシャシーであり、フォーミュラ・リージョナルのプライスキャップ（シャシー77,000ユーロ、エンジン23,000ユーロ）に従う形で販売される。安全装備としてHaloの搭載にも対応している。
エンジンはフォーミュラ リージョナル ヨーロピアン選手権やF3 アジア選手権 等で使用されているアウトテクニカ・モトーリがチューニングしたアルファロメオ製 1,750cc 直列4気筒 ターボエンジンを使用。ECUやデータロガーなどはマレリ製を採用している。理由として、2019年時点では「プライスキャップに適合するエンジンが今の所これしかない」ため、将来的には日本メーカーのエンジンに切り替えたいとの意向を示していたが、後に「外国メーカーなので、日本人ドライバーにとってはニュートラルなエンジン」「ヨーロッパに渡った際も同じエンジン・制御系なのでハンデが少ない」として、現行パッケージの優位性をアピールしている。
同車両の特徴として、フロントのダンパーカバーの一部にBcomp社と共同開発した天然繊維を使用している。これは、内部にGPSアンテナを内蔵しておりCFRPの様な電波遮蔽性のある材料が使えない為である。従来ではGFRPやケブラーを使用しているが、海外のGT4などにも採用が進む天然繊維を日本国内のFIA/JAF公認車両では初めて採用された例と言える。
2019年9月10日に岡山国際サーキットでシェイクダウンが行われ、加藤寛規、金丸ユウ、片山義章の現役ドライバーによってテストが行われた。同年9月27日には、シリーズの概要含め岡山国際サーキットで記者会見を行った。
2021年は、FIAの安全規則改訂を受けてリアストラクチャーとギヤBOXを結ぶ、2kJテザーが新たに追加された。また、同年の車両の最低重量規則は+10kgとなり680kg(ドライバー込)に改められている。
童夢は、2024年にFIA F4のシャシーが新型に切り替わるタイミングで、F111/3と同一モノコックを使用する「F111/4」の開発も計画していたが、FIA F4は2024年より東レ・カーボンマジック製のマシンを採用するため、この計画は事実上消滅したとみられる。

## 諸元
※2020年1月時点
- 全長：4,891mm
- 全幅：1,850mm
- 全高：957mm
- ホイルベース：2,950mm
- トレッド：F 1,540mm / R 1,414mm
- 車重：670kg (ドライバー込)
- タイヤ：ダンロップ(FORMULA REGIONAL JAPANESE CHAMPIONSHIP)：F 250/575R13 / R 300/590R13
- ホイル：エンケイ製アルミホイール 脱落防止機構付きセンターロック・F 13x10J / R 13x12J
- エンジン：水冷直列4気筒インタークーラーターボ・排気量1,750cc・最大出力270hp/6,000rpm
- サスペンション：ダブルウィッシュボーン（インボードタイプ）&コイルスプリング＋アンチロールバー
- ブレーキ：ADVICS製4POT対向キャリパー&ベンチレーテッドディスクフローティングタイプ
- 空カデバイス：多段フラップ付きフロントウィング（調整式）・フラップ付きリアウイング&ミッドウイング・左右分割式アンダーパネル・リアディフューザー
- ギヤボックス：SADEV製6速パドルシフト＋機械式LSD装備
- 安全装備：フロントストラクチャ・サイドストラクチャ・リアストラクチャ・FIA公認6点式シートハーネス・エクストラダブルシート・ヘッドレスト・ニーレスト・サイドミラー・FIA公認6KJテザー（前後8本）・FIA公認レインライト
- FIA公認2kJリアストラクチャーテザー(2021年より追加)

## 各サーキットでのベストラップ
| サーキット         | ラップタイム（ドライバー）        | ラップタイム（ドライバー） |
| ------------------ | --------------------------------- | -------------------------- |
| 富士スピードウェイ | 1'36.080 （阪口晴南/2020年第1戦） |                            |
| スポーツランドSUGO | 1'16.744 （高橋知己/2020年第2戦） |                            |
| ツインリンクもてぎ | 1'59.623 （阪口晴南/2020年第4戦） |                            |
| 岡山国際サーキット | 1'25.897 （阪口晴南/2020年第5戦） |                            |
| オートポリス       | 1'42.850 （古谷悠河/2020年第6戦） |                            |